# Westbury (Shropshire)
Pour les articles homonymes, voir Westbury.
Westbury est une paroisse civile et un village du Shropshire, en Angleterre.